# الصلبة (السبرة)

تعديل مصدري - تعديل

الصلبة محلة تابعة لقرية منعم، التابعة لعزلة عروان بمديرية السبرة إحدى مديريات محافظة إب في الجمهورية اليمنية.، بلغ تعداد سكانها 151 حسب تعداد اليمن لعام 2004.